# Prince Randian

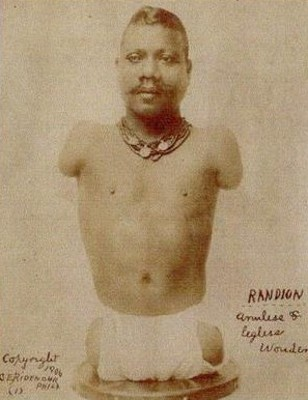
Prince Randian, 1906

Prince Randian (* 1871 in Demerara, Britisch-Guayana; † 19. Dezember 1934 in New York, NY, Vereinigte Staaten) war ein Schauspieler und eine Jahrmarktssensation. Er wurde als „lebender Torso“, „menschlicher Wurm“ u. ä. vermarktet.

## Leben
Ohne Gliedmaßen geboren, wurde er 1889 von P. T. Barnum in die Vereinigten Staaten gebracht, wo er 45 Jahre lang als Sensation präsentiert wurde. Randian spielte in dem Filmklassiker Freaks mit. Eine Szene zeigt, wie er sich nur mit Hilfe seines Mundes eine Zigarette anzündet, eine andere, wie er sich auf dem Boden kriechend fortbewegt. Randian beherrschte vier Sprachen, neben seiner Muttersprache Hindi auch Englisch, Deutsch und Französisch, war verheiratet und hatte fünf Kinder. Im Alter von 63 Jahren kollabierte er nach einem Auftritt überraschend und starb.